# Dooser Wasserfall
Der Dooser Wasserfall bzw. früher Thooser Wasserfall oder Toos ist ein kleiner Wasserfall, der vom Flüsschen Aufseß unmittelbar vor seiner Einmündung in die Wiesent gebildet wird.

## Geografie
Der Wasserfall liegt 200 Meter südlich der Einöde Doos, einem Ortsteil der oberfränkischen Stadt Waischenfeld in der Fränkischen Schweiz. Die Ortschaft befindet sich im Naturpark Fränkische Schweiz-Veldensteiner Forst, etwa fünfeinhalb Kilometer südwestlich von Waischenfeld. Der Name des Wasserfalles rührt daher, dass die Aufseß früher hier zur Wiesent „hinabtoste“.

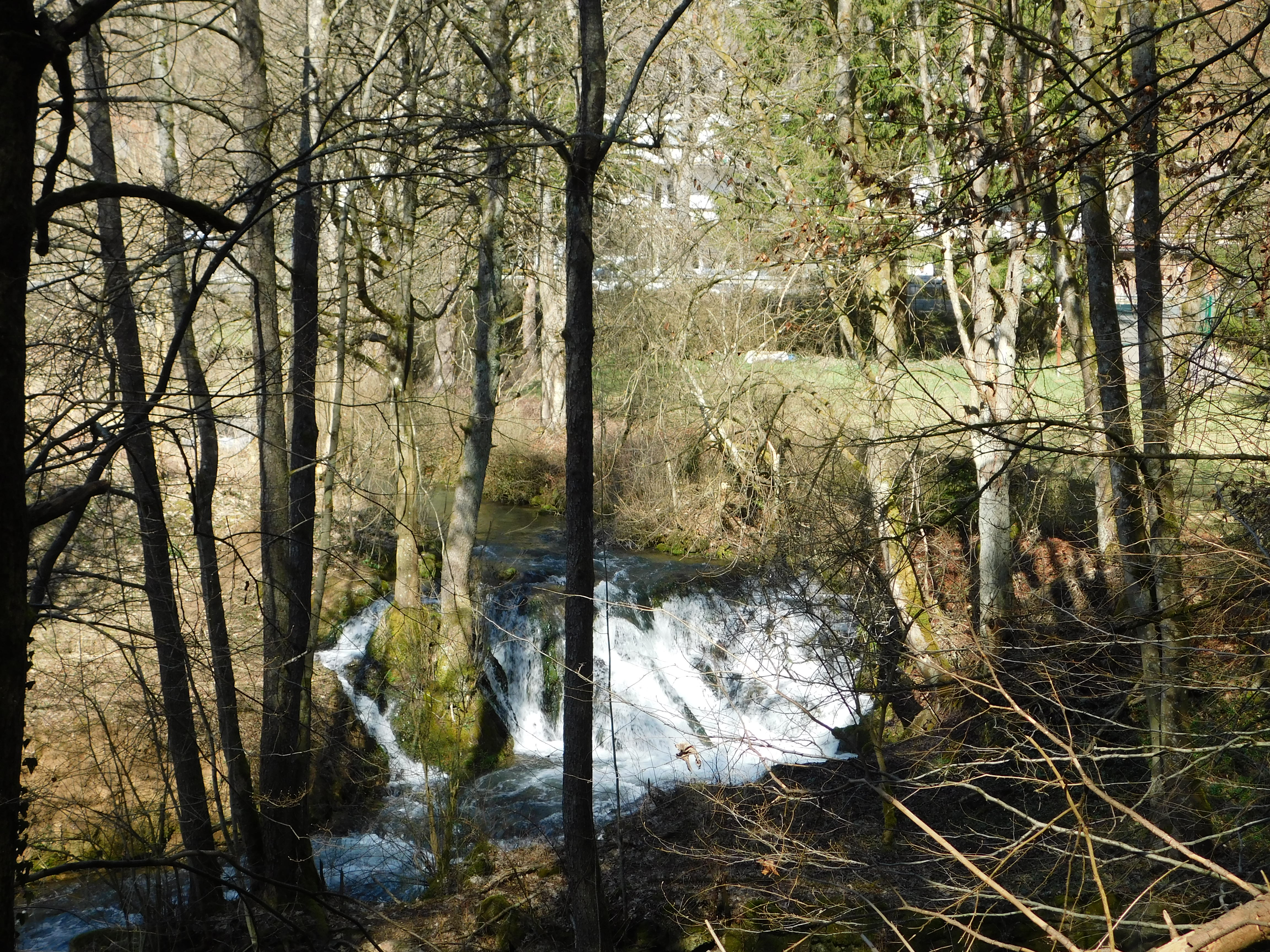
Der Dooser Wasserfall, vom linken Ufer der Wiesent aus gesehen
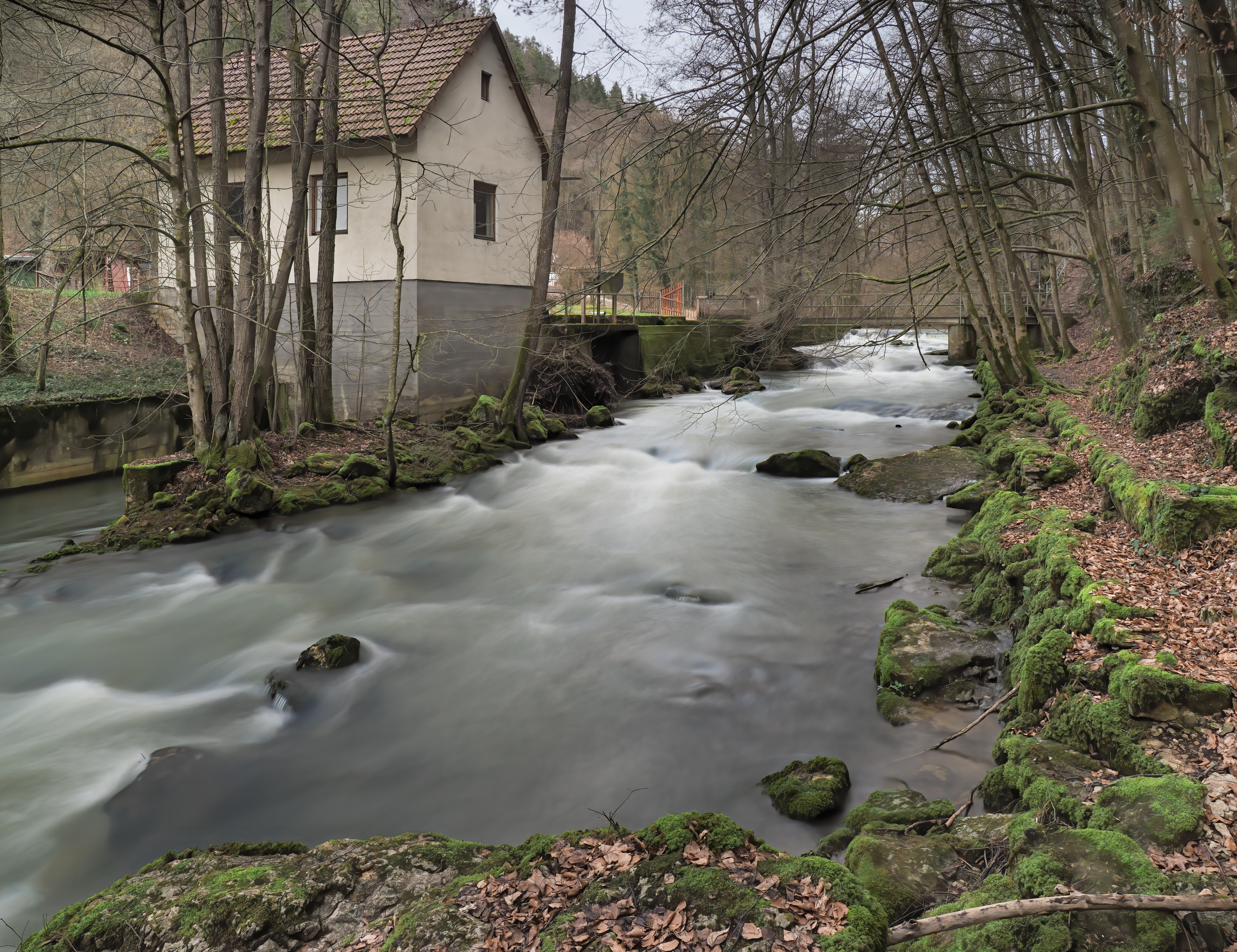
Die Stromschnellen der Wiesent, direkt oberhalb der Aufseßmündung

## Geschichte
Bis um das Jahr 1850 bildete die Aufseß kurz vor ihrer Mündung in die Wiesent einen imposanten Wasserfall, der von einer vier Meter hohen Kalktuff-Barriere verursacht wurde. Einige Jahre vorher waren allerdings Bauern aus dem zwei Kilometer südlich gelegenen Engelhardsberg auf den geschäftsträchtigen Gedanken gekommen, den die Barriere bildenden Tuff als Baumaterial für die Gewölbedecken von Kuhställen zu verwenden. Dieses Gestein war durch ein vorhergehendes Hochwasser frei geschwemmt worden, wodurch der Abbau des Tuffsteins erleichtert wurde. Infolgedessen wurde die Fallhöhe des einst wuchtigsten Wasserfall Frankens halbiert und beträgt heute lediglich noch zwei Meter.
Von Jakob Reiselsberger, einem Reiseschriftsteller und Aktuar am Rentamt Waischenfeld, wurde der Wasserfall anlässlich eines Besuches im Jahr 1820 noch so beschrieben:

„Von da besuchen wir den Toos,
   Hier stürzt unter Brausen
Ein Wasserfall – doch nicht so groß,
   Wie der bey Schafhausen
Hier lauscht die Wassergöttin still
   Im grünenden Gesträuß,
Muthwillig treibt die Well' ihr Spiel
   Durch Tupfstein mit Geräusch.

Wir lagern uns auf sanftes Moos
   Im Schatten eines Baumes,
Betrachten so den Sturz des Toos
   Mit seinem Perlenschaum.
Hier staunen wir die große Pracht
   Der Schöpfungs-Werke an,
Und beugen uns der schnellen Macht,
   Die sie vernichten kann.“